# Euplexia unicolor
Euplexia unicolor är en fjärilsart som beskrevs av Hans Rebel 1939. Euplexia unicolor ingår i släktet Euplexia och familjen nattflyn. Inga underarter finns listade i Catalogue of Life.